# خوان فرنانديز لا فيلا
خوان فرنانديز لا فيلا (بالإسبانية: Juan Fernández la Villa)‏ هو لاعب هوكي الحقل إسباني، ولد في 4 يونيو 1985 في أوفييدو في إسبانيا.

## وصلات خارجية
- خوان فرنانديز لا فيلا على موقع اللجنة الأولمبية الدولية (الإنجليزية)
- خوان فرنانديز لا فيلا على موقع أوليمبيديا (الإنجليزية)
- خوان فرنانديز لا فيلا على موقع اللجنة الأولمبية الإسبانية (الإسبانية)